# 麻雀飛翔伝 哭きの竜
『麻雀飛翔伝 哭きの竜』（まーじゃんひしょうでん なきのりゅう）は、能條純一の麻雀漫画。1985年から1990年まで『別冊近代麻雀』で連載された。

## 概要
鳴き麻雀を信条とする竜と、竜の強運を追い求めるヤクザたちの織り成す人間模様を、ナレーション風の状況説明「のちに述懐す…」や、印象的なショットの連続で描かれた作品である。
通常、麻雀は“鳴く”と役(翻数)が減り、手の内の一部を明かすなどの不利な側面があるが、竜は意外とも思える“鳴き”で手役を完成させていく、あるいは相手からの捨て牌で見事に和了るという、ドラマチックな展開が見せ場のひとつとなっている。また、麻雀漫画にありがちな不正行為の類がほとんど無いのも特徴である。
それまでイカサマメインだった麻雀劇画の流れを大きく変えた作品であり、OVA化、川本淳市（当時:川本淳一）主演で実写化もされた。
2003年から2004年にかけて『近代麻雀』にて連載された「覇王 Mahjong King Fighters」(作画:木村シュウジ、原作:朽葉狂介)という漫画には（C）能条純一との表記がある「本物の哭きの竜」が登場し、おなじみのセリフや闘牌を繰り広げた。
2005年から竹書房の麻雀漫画雑誌「近代麻雀」誌上で、続編となる『麻雀飛翔伝 哭きの竜 外伝』が連載された(全9巻）。本作の10年後を描いたもので、死んだと思われた竜とおぼしき人物が登場し、またもやヤクザらの竜争奪戦が勃発、というストーリーである。
なお、『サルでも描けるまんが教室』において「作者は麻雀のルールをよく知らないまま執筆している」と書き立てられたが、文庫版の後書きで完全否定している。
2011年7月時点でシリーズ累計発行部数は500万部を記録している。
2016年には小学館から文庫化されており、同社の『ビッグコミックオリジナル』同年17号には特別読切として竜を追ったフリーライターを描く『哭きの竜〜Genesis〜』が掲載されている。2017年には読切とウェブ版で連載されていた分を収録した同名のコミックスが出版された。

## 登場人物
声はOVA版の声優。

### 竜と関係者
竜（りゅう）
声 - 池田秀一
通称「哭きの竜」。作中では本名も年齢も明かされていない。連載第一回で川地・室田と対局した際に職業を尋ねられ、「無職です」「親の遺産でくらしています」と答えている。
当初は時折、対局中に笑顔を見せたり、雀荘のマスターと電話で話したりと人間らしい部分も見せており、「テツ」と呼ばれる弟分らしき人物も登場する。作中中盤以降の印象は、彼を見た通行人曰く「死人のような」やや青白い肌であり、無口で暗い。
裸単騎も辞さない“鳴き”や、槓をすれば槓ドラが乗る・大明槓からの嶺上開花などに代表される天性の強運により、素早く大きな役を作り出すことを得意とする。彼を知る者は彼の鳴き麻雀を戒めるが、意に介さず己の道を行く。また、作中では放銃したことがほとんどない。なお、相手によっては門前で打つこともあり、その時は闇聴や立直もしていた。
常にうつむき加減で、対局中はタバコを吸い（銘柄は作者によれば『峰』をイメージしているらしい）、右手に火が着いたタバコを持ったまま牌をツモったり切ったりするシーンが多い。また、鳴いた牌を晒す際に牌が光るように見えると言われることが多い。また、台詞は少ないながらも名言が多い点も、竜の魅力の一つになっている。
竜の持つ強運を得るため、あるいは竜を屈服させるため幾多の極道が彼に挑んでいるが、彼に関わった者の中には結果的に死亡する者もいるため「魔性の男」とも呼ばれている。
物語の終盤、竜は三上が放った刺客に殺されたと思われていたが、生存している噂が広まった。本編から10年後の『麻雀飛翔伝 哭きの竜 外伝』では生きていたことが確認された。
竜の女
声 - 安藤ありさ
竜と同居している女性。本名不明。桜道会のシマと思われる賭場主が「川地からの褒美」として竜に与えた。当初はひたすら竜の帰りを待つだけの登場シーンだった。
物語が進むにつれて竜に対して当初は「あなた」から「あんた」へと心情の変化が見られる。
竜と雨宮の勝負の前日、竜から明日からオレを忘れて暮らせばいいと告げられ彼の元から去るが、竜のことが忘れられず、竜と雨宮の対局している雀荘の前まで来たもののヤクザに追い返される。その帰り道にタクシーに轢かれ、救急車で搬送中に竜の事を想いながら息を引き取る。
テツ
本名は不明。フリー雀荘の客。竜のことを「兄貴」と呼ぶなど、弟分的な存在として親しいようだったが、甲斐に竜との対局を実現させるための人質としてドスを向けられて以来、登場していない。対局中は竜の真似をして鳴き麻雀をするが和了った場面は無い。OVA版には登場しない。

### 桜道会関係者
桜田 道造（さくらだ みちぞう）
声 - 細井重之
広域暴力団桜道会初代会長。竜との麻雀勝負の後、敵対する美好一家組員による銃撃を受け入院。病室で石川に親子の盃を与えた後、再び竜との麻雀勝負を願いつつ息を引き取る。
桜田 和子（さくらだ かずこ）
声 - みきさちこ、巴菁子(翔竜編、東芝版)
桜田道造の妻。生前の甲斐に石川の後事を頼まれ、夫に石川へ盃を与える事を勧める。夫の死後は「本宮春樹の命を助けてほしい」と石川に訴えたり、本宮秋生と竜との対局中に「石川暗殺」の訃報を聞いたりと、本宮兄弟に絡んで登場する。
甲斐 正三（かい しょうぞう）
声 - 仁内建之
桜道会甲斐組初代組長。桜道会若頭。竜に惹かれるものを感じ、その「強運」を手に入れるべく、竜に勝負を挑む。桜道会と敵対する美好一家により狙撃され、車椅子生活となる。甲斐自らによる美好暗殺後も竜を追い続けるが、竜、甲斐、丸子、桜田道造の4人で麻雀をした後、目の前で桜道会会長である桜田が美好一家組員に銃撃される事件が発生する。組を挙げて美好一家への復讐を行うが、そのさなかに死亡する。
丸子（まるこ）
声 - 石森達幸
甲斐正三の義父。竜と甲斐との最後の対局に参加する。甲斐に竜と同じ「鳴き麻雀」戦法を助言する。
石川 喬（いしかわ たかし）
声 - 内海賢二
甲斐組二代目組長。後に桜道会初代本部長。甲斐の跡目を継いで甲斐組組長に就任する。甲斐と同様、竜の「強運」を手に入れるべく麻雀勝負を挑む。同じ甲斐の門下生であった本宮春樹の死がきっかけで本宮秋生の配下に襲撃され収容先の病院で死亡する。背中に夜叉の刺青を持つ。
田村 光一（たむら こういち）
声 - 田辺宏章
二代目甲斐組若頭補佐。川地暗殺を石川に命じられ、鉄砲玉による待ち伏せを決行するが、逆に幸友会の襲撃に遭い未遂に終わる。翌日、飛行機でマニラへ高飛びしようと空港へ向かうが、幸友会の報復により車に仕掛けられた時限爆弾によって死亡する。
川地 幸一（かわち こういち）
声 - 安田隆
桜道会川地組組長。桜道会舎弟頭。反甲斐組勢力の代表格。ヒゲとメガネがトレードマーク。桜田道造の死後、反甲斐組勢力を率いて桜道会を脱退、幸友会を結成するが、石川の指示により殺害される。最初に竜を発見した極道。作中では初めて竜から和了った人物でもある。
室田 栄（むろた さかえ）
声 - 荒瀬、筈見純（東芝版）
桜道会川地組若頭で川地の腹心。川地同様、甲斐組の手にかかり死亡する。
山内 義和
桜道会会長代行。桜道会きっての古参幹部。従来の若頭のポストを廃して本部長と改め、直系幹部としては日の浅い石川喬を抜擢した。石川襲撃後に秋生を呼び出し、絶縁したことの釈明を行うが石川の幻影を見て激高した秋生に足を銃撃される。
本宮 春樹（もとみや はるき）
声 - 江原正士
横浜に拠点を置く桜道会系本宮組組長。33歳。「東海の暴れん坊」の異名を持つ。本宮秋生の兄。石川とは「同じ釜の飯を食った仲」だったが、二代目甲斐組組長の座を取られたという感情から、関西共武会の海東に唆され石川暗殺を謀る。自ら鉄砲玉となり出向くが石川に諭され侠としてけじめを付けるべく、竜と対局中の海東を一人で襲撃し命と引き換えにその左目を奪う。
本宮 秋生（もとみや あきお）
本宮春樹の弟。兄の春樹を侠と慕い男を磨くが、兄との確執を避けるために甲斐正三の誘いを受け東京新宿に一家を構える。兄が石川に見殺しにされたと思い込み、石川と彼から盃を与えられた者全員に復讐するために配下を使い石川を襲撃し、桜道会から絶縁される。竜と命を賭けた対局中、和議の申し入れに現れた外田の「勝った者が全てのわがままを通す」との提案に乗り一局勝負をするも、竜の見逃しにより外田が勝者となる。外田の希望は配下の三上信也を譲り受ける事であった。のちに替え玉の真相を知るものとして口封じに暗殺される。
三上 信也（みかみ しんや）
本宮秋生の配下。石川暗殺後に外田裕二によって石川喬の替え玉に祭り上げられる。当初は外田の策に乗っていたが、密かに甲斐組系組織を抱きこみ石川喬より改名し、三上信也の名で桜道会二代目会長を襲名する。替え玉の真相を知るものを危惧しており本宮秋生とその部下2名・雨宮・外田の口封じを行ったが竜だけは殺すことができなかった。後に刺客を送りついに竜を亡き者にしたと思われたが、生存していたことが判明する。続編である『麻雀飛翔伝 哭きの竜 外伝』にも登場している。
外田 裕二（そとだ ゆうじ）
声 - 石森達幸
二代目甲斐組若頭。「策士」と称される。石川の死後、桜道会内外に対抗するために三上を利用する。多くの極道が死んだのは竜の持つ「魔性」のせいだとして、竜を倒すべく麻雀勝負を仕掛ける。死んだはずの竜が生きている噂が広まったことでその真偽の確認を行っていたが、その最中に三上の刺客に暗殺される。竜との対局は最多の四回。
北島（きたじま）
声 - 佐藤正治
石川が竜との麻雀勝負のため、竜を迎えに送った殺し屋。外田と共に対局に参加する。「石川に創られた殺し屋であるため、石川に逆らう事はしない」との意味合いのセリフを竜にも語っているが、対局終了時に外田の配下による竜殺害を食い止めるため、石川に銃口を向ける。石川に「天下を取るには竜が必要」と諭し、自らの頭部を銃で撃ち抜く。
草野 光（くさの ひかる）
二代目甲斐組若頭補佐。外田が三上を手に入れた麻雀勝負の際、本宮秋生の配下である三上に、外田が頭を下げる場面を目撃する。その謎を解くため、竜から事情を聞き出そうと外田組が仕切る雀荘で麻雀勝負をするが、居合わせた三上に「西と接触しようとした裏切り者」という濡れ衣を着せられ射殺される。

### 関西共武会関係者
海東 武（かいとう たけし）
声 - 加藤精三
関西共武会初代会長。一代で関西を股にかける巨大組織を創った巨魁。石川の桜道会二代目会長立候補の後見人を依頼されたが、以前よりあった「関東を手に入れる」という野望のため、本宮春樹を手玉に取って石川の暗殺を目論む。石川の度量を計るため（後に「雑魚を呼ぶエサ」とも話す）と称し、竜を拉致し麻雀勝負をするが、最中に本宮春樹に乱入され返り討ちにするものの死に際の銃撃により左目を失う。後に竜の事を「自分が唯一、殺せなかった男」と語り、最期まで竜の死を信じなかった。最終回で病死。
美濃部 茂男（みのべ しげお）
関西共武会幹事長。海東の指示により、銃撃された石川の生存を確認するため石川の入院先へ「見舞い」と称して現れる。ベッドで療養中の三上が扮した石川の姿を確認した後、京都へ帰っていった。

### その他
美好 達司（みよし たつじ）
声 - 稲葉実、清川元夢(東芝版)
桜道会と対立する美好一家総長。桜道会との抗争勃発後はアジトの一つである賭場に潜伏し竜と対局していたが、竜の後を追ってきた甲斐によって射殺される。
雨宮 賢（あまみや けん）
生前の本宮秋生の元で代打ちをしていた雀士。竜を倒すべく外田に対局を依頼されるが、ごく一部にしか知られていない自分の存在を外田がなぜ知ったのかを疑い、石川に扮した三上の存在に気付く。竜と対局し、最終局に国士無双十三面待ちの手牌を作り竜と勝負するが、三上から出た捨牌の三枚目の一索の和了を見逃し、竜からの幺九牌の出和了りを待つも、同巡で四枚目の一索を竜が捨てたため和了れず、自身がツモ切りした八索を竜に大明槓され、嶺上牌の發を緑一色で和了られたその瞬間、自らの正体が露見することを恐れていた三上に射殺される。
竜とは対照的に「麻雀は門前で打つべき」との信条を持っており、鳴きを邪道と見ているため鳴きをする者に対して厳しい台詞を言っているが、暗槓をすることがある。暗槓は門前扱いだが、牌を晒す事が自分の弱さだとの認識が雨宮本人にあるかどうかは定かではない。竜のライバル的存在となっている。
続編である『麻雀飛翔伝 哭きの竜 外伝』に弟が登場している。

## 実写版
1995年に公開された実写映画およびビデオシリーズ。原作準拠ではなく登場人物は実写版独自のものや立場が異なるものがいる。
1作目が劇場公開。2・3作目はオリジナルビデオ。

### 映画
『麻雀飛翔伝　哭きの竜』(1995) 
甲斐組と美好組との抗争、竜と甲斐の勝負などを描く。

#### キャスト
- 竜：川本淳一
- 甲斐正三：西岡徳馬
- 加賀夏枝：荒井乃梨子
- テツ：軍司眞人
- 桜田道造：中尾彬
- 美好達司：三宅裕司
- 丸子末吉：小松方正

#### スタッフ
- 製作総指揮：久里耕介
- 原作：能條純一「麻雀飛翔伝　哭きの竜」
- 監督：小林要
- 脚色：阿代幸四郎
- 撮影：栢野直樹
- 照明：渡部嘉
- 録音：深田晃
- 美術：藤原慎二
- 助監督：生田聰
- 製作担当：牧義寛
- キャスティングプロデューサー：三宅陽子
- スクリプター：津崎昭子
- 編集：宮沢誠一
- 音楽：中村雅都
- 効果：福島幸雄
- 殺陣：岡田勝
- 刺青：霞涼二
- 麻雀指導：福島治
- 製作協力：RIGHT STAFF OFFICE
- 製作：「哭きの竜」製作委員会（竹書房、アミューズビデオ、アドバPR）

### オリジナルビデオ
『麻雀飛翔伝　哭きの竜2』『麻雀飛翔伝　哭きの竜3』(1996)
桜道会と海藤組の東西抗争、石川と川地の桜道会の跡目争い、竜と女代打ち・闇のピエロとの勝負などを描く。

#### キャスト
- 竜：川本淳一
- 石川喬：山下真司
- 闇のピエロ：三原じゅん子
- 鬼塚：山田辰夫
- 川地幸一：石橋蓮司
- 北原：矢部美穂

#### スタッフ
- 監督：高橋伴明
- 撮影：佐野哲郎
- 音楽：中村雅都

## OVA
バンダイ版と東芝版の2作品が存在する。

### バンダイ版
『麻雀飛翔伝 哭きの竜』は1988年から1990年の間に発売されたOVA作品。全3話。甲斐組と川地組の抗争から石川喬の死までを描く。　
- 麻雀飛翔伝 哭きの竜 　　　  1988年5月25日
- 麻雀飛翔伝 哭きの竜 翔竜編　1989年4月25日
- 麻雀飛翔伝 哭きの竜 竜狼編　1990年7月27日

### 東芝版
『哭きの竜 飛竜之章』は1991年に発売されたOVA作品。原作序盤から甲斐組と川地組の抗争直前までを描く。

### オールスタッフ
- ナレーター：小林清志
- 企画：鵜之沢伸（バンダイ）、猪股一彦（東芝映像ソフト）、岡田斗司夫
- 原作：能條純一（竹書房）
- 監督：出﨑哲
- 脚本：出崎哲、小出一巳、山賀博之
- 演出：山口頼房、向後知一
- 絵コンテ：冨永恒雄、山口頼房
- キャラクターデザイン・作画監督：清水恵蔵
- 作画監督：池田裕治
- 音響監督：清水勝則
- 音楽：関島雅樹
- 現像：東京現像所
- 制作：ガイナックス、マジックバス

### ゲーム
- RYU 〜哭きの竜より〜：PC-9801 1990年9月発売、X68000 1991年2月発売 ウルフ・チーム

主人公は外田裕二。竜を探し求めて作中の登場人物らと麻雀で対戦していく。結末はゲームオリジナル。
- 麻雀飛翔伝 哭きの竜 ：スーパーファミコン 1992年12月25日発売　アイジーエス

主人公は雨宮賢。竜との再戦を求めて作中の登場人物と二人麻雀で対戦していく。結末はゲームオリジナル。
Theスーパーファミコンザ・テストプレイでは総合評価57点（100点満点、各種ポイントの評価は以下の通り）。レビュアーは最初に入力する生年月日によってツキが変わるシステムが面白い、台詞は原作漫画らしいとし、アドベンチャーモードについて力が入っていないとする者と昔ながらで面白いとする者で分かれ、キャラクターはそれにこだわる必要があまりなく対戦ではより個性が薄れアクが強ければ面白かったとする者やそれぞれの信条通りの打ち方をするのが渋いとする者や原作再現のためイカサマとしか考えられないことが起こるのはアーケードならまだしも、よく遭遇するためプレイヤーのやる気が下がるとする者がおり、他の麻雀ゲームと比べて牌をツモって捨てるまでのスピードが遅くテンポが悪く緊張感がなくなるとした。
| 項目   | グラフィックス | サウンド | ハマリ度 | ゲームバランス | お買い得度 |
| スコア | ★★★★           | ★★★      | ★★       | ★★★            | ★★         |

- 麻雀飛翔伝 真 哭きの竜：スーパーファミコン 1995年10月27日発売　ベック

ほぼ原作準拠。このゲームにおける竜には鳴ける牌が来やすい、槓をしたときに槓ドラが乗りやすい、テンパイ時の槓で嶺上開花が決まりやすいなど原作を髣髴とさせるシステムがある。

### パチンコ
- CR哭きの竜：2004年、サンセイ
- CR哭きの竜～天運～：2012年、藤商事